# Zsigmond Móricz

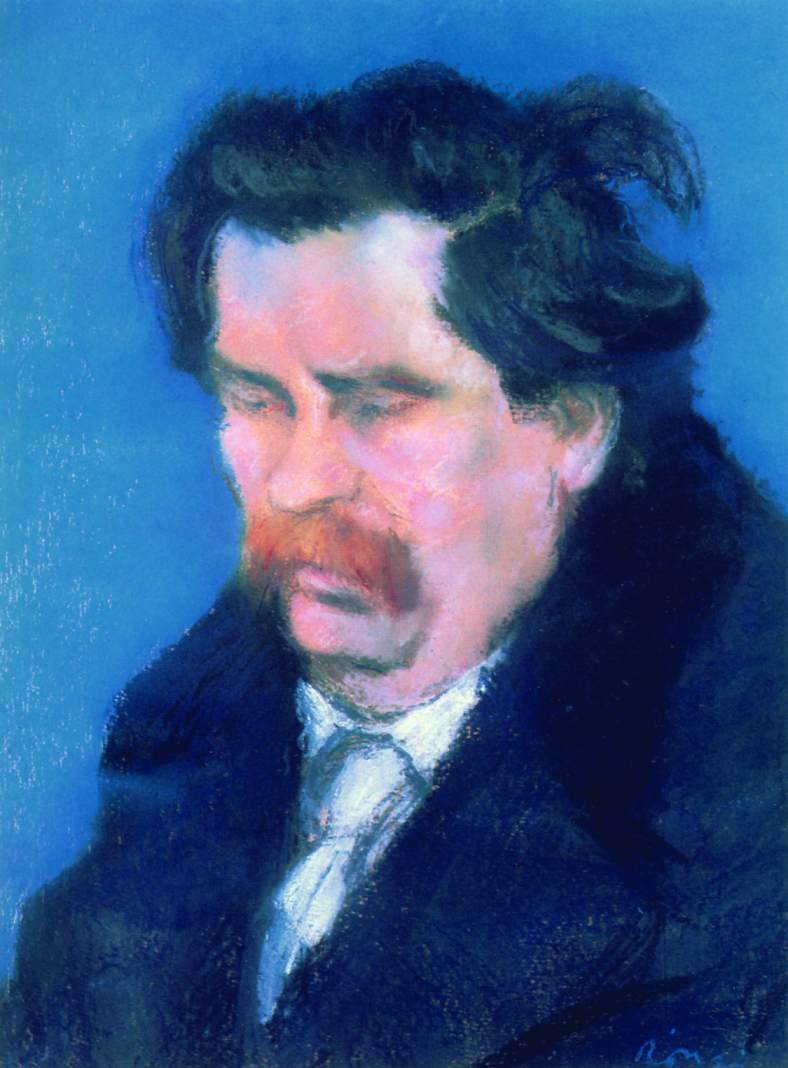
Zsigmond Móricz

Zsigmond Móricz (ur. 2 lipca 1879 w Tiszacsécse; zm. 4 września 1942 w Budapeszcie) – węgierski pisarz.

## Życiorys
Zsigmond Móricz pochodził z biednej rodziny wiejskiej, był synem drobnego rolnika i córki pastora. Już we wczesnej młodości odkrył w sobie pociąg do kultury. Po ukończeniu gimnazjum w Debreczynie, rozpoczął studia na kilku kierunkach, żadnego jednakże nie ukończył. Mimo tego podjął pracę jako dziennikarz w Budapeszcie. Zwrot w kierunku literatury i przełom w jego życiu nastąpił po opublikowaniu w czasopiśmie Nyugat pierwszych opowiadań.
W czasie I wojny był korespondentem wojennym, jego wojenne reportaże stawały się z czasem coraz bardziej krytyczne i koncentrowały się na problemach prostego żołnierza frontowego i jego tęsknocie za pokojem. Czasy rewolucji w 1918 i rządy Rad Robotniczych w 1919 postrzegał pozytywnie, pisał w tym czasie artykuły o powstających spółdzielniach produkcyjnych i oczekiwał reformy rolnej. Po upadku Republiki Rad i zwycięstwie kontrrewolucji, za przychylną postawę względem Rad został uwięziony.
W latach 20. i 30. opublikował liczne powieści i opowiadania, uzyskując powszechne uznanie jako pisarz. Oprócz własnych utworów, pisał opracowania na temat zapomnianej, starej węgierskiej literatury i zebrał stare węgierskie pieśni ludowe. Wydał między innymi utwory Bądź dobry aż do śmierci (1920, tłum. pol. 1939), Krewni (1930, tłum. pol. 1952) i Rozbójnik (1937, tłum. pol. 1956). W 1939 przejął czasopismo Kelet Népe (Naród wschodu), które szczególną pieczą otaczało twórców ludowych. Móricz zmarł w 1942 r. w Budapeszcie.